# 2. ŽNL Vukovarsko-srijemska NS Vinkovci 2010./11.
| Mj. | Klub                              | Sus.                                          | Pobj.                                         | Ner.                                          | Por.                                          | GR.                                           | Bod.                                          |
| --- | --------------------------------- | --------------------------------------------- | --------------------------------------------- | --------------------------------------------- | --------------------------------------------- | --------------------------------------------- | --------------------------------------------- |
| 1.  | NK Vidor Matijević Srijemske Laze | 20                                            | 13                                            | 2                                             | 5                                             | 55:27                                         | 41                                            |
| 2.  | NK Slavonac Komletinci            | 20                                            | 10                                            | 5                                             | 5                                             | 40:32                                         | 35                                            |
| 3.  | NK Sloga Novi Mikanovci           | 20                                            | 10                                            | 5                                             | 5                                             | 47:43                                         | 35                                            |
| 4.  | NK Vinkovci                       | 20                                            | 10                                            | 3                                             | 7                                             | 39:32                                         | 33                                            |
| 5.  | NK Croatia Novi Jankovci          | 20                                            | 9                                             | 3                                             | 8                                             | 43:36                                         | 30                                            |
| 6.  | NK Hajduk Mirko Mirkovci          | 20                                            | 7                                             | 5                                             | 8                                             | 37:36                                         | 26                                            |
| 7.  | NK Borinci Jarmina                | 20                                            | 7                                             | 4                                             | 9                                             | 25:21                                         | 25                                            |
| 8.  | NK Mladost Cerić                  | 20                                            | 6                                             | 7                                             | 7                                             | 29:35                                         | 25                                            |
| 9.  | NK Šokadija Đeletovci             | 20                                            | 8                                             | 1                                             | 11                                            | 41:49                                         | 25                                            |
| 10. | NK Meteor Slakovci                | 20                                            | 5                                             | 8                                             | 7                                             | 25:35                                         | 23                                            |
| 11. | NK Hrvatski Sokol Mirkovci        | 20                                            | 2                                             | 3                                             | 15                                            | 20:55                                         | 9                                             |
| 12. | NK Šokadija Stari Mikanovci       | Klub je nakon 4. kola isključen iz natjecanja | Klub je nakon 4. kola isključen iz natjecanja | Klub je nakon 4. kola isključen iz natjecanja | Klub je nakon 4. kola isključen iz natjecanja | Klub je nakon 4. kola isključen iz natjecanja | Klub je nakon 4. kola isključen iz natjecanja |

## 1. kolo (29. kolovoza 2010.)
NK Borinci Jarmina - NK Mladost Cerić	1 : 0

NK Sloga Novi Mikanovci -	NK Vidor Matijević Srijemske Laze	5 : 3

NK Slavonac Komletinci	- NK Šokadija Stari Mikanovci	3 : 0

NK Hajduk Mirko Mirkovci -	NK Šokadija Đeletovci	3 : 0

NK Meteor Slakovci	- HNK Vinkovci	1 : 0

HNK Croatia Jankovci Novi Jankovci -	NK Hrvatski Sokol Mirkovci	3 : 1

## 2. kolo (5. rujna 2010.)
NK Šokadija Stari Mikanovci	- NK Sloga Novi Mikanovci	1 : 2

NK Vidor Matijević Srijemske Laze -	NK Borinci Jarmina	1 : 0

NK Mladost Cerić	- NK Meteor Slakovci	1 : 1

NK Šokadija Đeletovci	- NK Hrvatski Sokol Mirkovci	6 : 1

HNK Vinkovci	- HNK Croatia Jankovci Novi Jankovci	2 : 1

NK Hajduk Mirko Mirkovci -	NK Slavonac Komletinci	3 : 3

## 3. kolo (12. rujna 2010.)
HNK Croatia Jankovci Novi Jankovci	- NK Mladost Cerić	1 : 0

NK Meteor Slakovci	- NK Vidor Matijević Srijemske Laze	2 : 1

NK Borinci Jarmina	- NK Šokadija Stari Mikanovci	4 : 1

NK Slavonac Komletinci	- NK Šokadija Đeletovci	1 : 0

NK Sloga Novi Mikanovci	- NK Hajduk Mirko Mirkovci	3 : 2

NK Hrvatski Sokol Mirkovci -	HNK Vinkovci	0 : 3

## 4. kolo (19. rujna 2010.)
NK Šokadija Đeletovci - HNK Vinkovci	2 : 0

NK Mladost Cerić - NK Hrvatski Sokol Mirkovci	2 : 1

NK Vidor Matijević Srijemske Laze - HNK Croatia Novi Jankovci	3 : 3

NK Hajduk Mirko Mirkovci - NK Borinci Jarmina	3 : 1

NK Slavonac Komletinci - NK Sloga Novi Mikanovci	2 : 0

NK Šokadija Stari Mikanovci - NK Meteor Slakovci 0:3

NK Šokadija Stari Mikanovci je nakon ovog kola isključena iz daljeg natjecanja

## 5. kolo (26. rujna 2010.)
NK Sloga Novi Mikanovci - NK Šokadija Đeletovci	6 : 5

NK Borinci Jarmina - NK Slavonac Komletinci	2 : 1

NK Meteor Slakovci - NK Hajduk Mirko Mirkovci	1 : 1

NK Hrvatski Sokol Mirkovci - NK Vidor Matijević Srijemske Laze	1 : 3

HNK Vinkovci - NK Mladost Cerić	2 : 2

## 6. kolo (3. listopada 2010.)
NK Šokadija Đeletovci - NK Mladost Cerić	4 : 2

NK Vidor Matijević Srijemske Laze - HNK Vinkovci	6 : 1

NK Hajduk Mirko Mirkovci - HNK Croatia Jankovci Novi Jankovci	3 : 0

NK Slavonac Komletinci - NK Meteor Slakovci	0 : 1

NK Sloga Novi Mikanovci - NK Borinci Jarmina	2 : 1

## 7. kolo (10. listopada 2010.)
NK Borinci Jarmina - NK Šokadija Đeletovci	3 : 0

NK Meteor Slakovci - NK Sloga Novi Mikanovci	1 : 1

HNK Croatia Jankovci Novi Jankovci - NK Slavonac Komletinci	3 : 0

NK Hrvatski Sokol Mirkovci - NK Hajduk Mirko Mirkovci	1 : 2

NK Mladost Cerić - NK Vidor Matijević Srijemske Laze	3 : 2

## 8. kolo (17. listopada 2010.)
NK Šokadija Đeletovci - NK Vidor Matijević Srijemske Laze	1 : 3

NK Hajduk Mirko Mirkovci - HNK Vinkovci	1 : 0

NK Slavonac Komletinci - NK Hrvatski Sokol Mirkovci	3 : 2

NK Sloga Novi Mikanovci - HNK Croatia Jankovci Novi Jankovci	1 : 1

NK Borinci Jarmina - NK Meteor Slakovci	0 : 0